# 平良哲朗
平良 哲朗（たいら てつろう）は、日本のアニメーター。
主に作画監督を担当しており、下記に掲載していない作品でも作画監督補佐を務めているものがある。

## 参加作品

### テレビアニメ
2014年
- たまごっち!（2014年 - 2015年、作画監督）

2015年
- NARUTO -ナルト- 疾風伝（2015年 - 2016年、作画監督）
- ベイビーステップ（作画監督）
- かみさまみならい ヒミツのここたま（2015年 - 2018年、作画監督）
- ガッチャマン クラウズ（作画監督）

2016年
- 双星の陰陽師（2016年 - 2017年、作画監督）
- 信長の忍び（2016年 - 2018年、作画監督）
- ベイブレードバースト（2016年 - 2017年、作画監督）

2017年
- タイムボカン24（作画監督）

2020年
- メジャーセカンド（作画監督）

2021年
- オッドタクシー（作画監督）
- 異世界食堂2（作画監督）
- シキザクラ（作画監督）

2024年
- うる星やつら（2022年版）（作画監督）

2025年
- 炎炎ノ消防隊 参ノ章（作画監督）